# 鐵道鎮

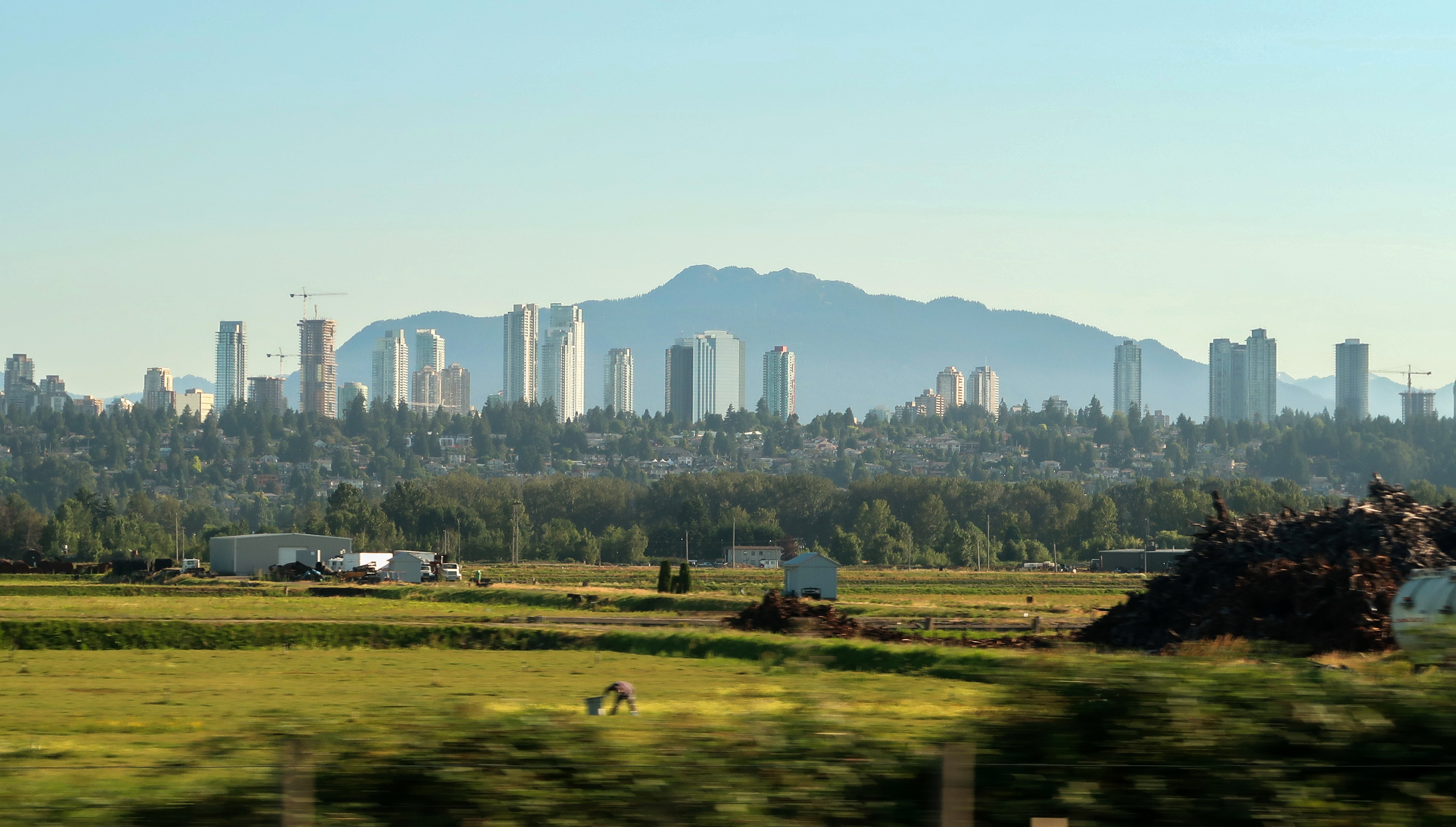
從列治文遠眺鐵道鎮天際線（2018年）

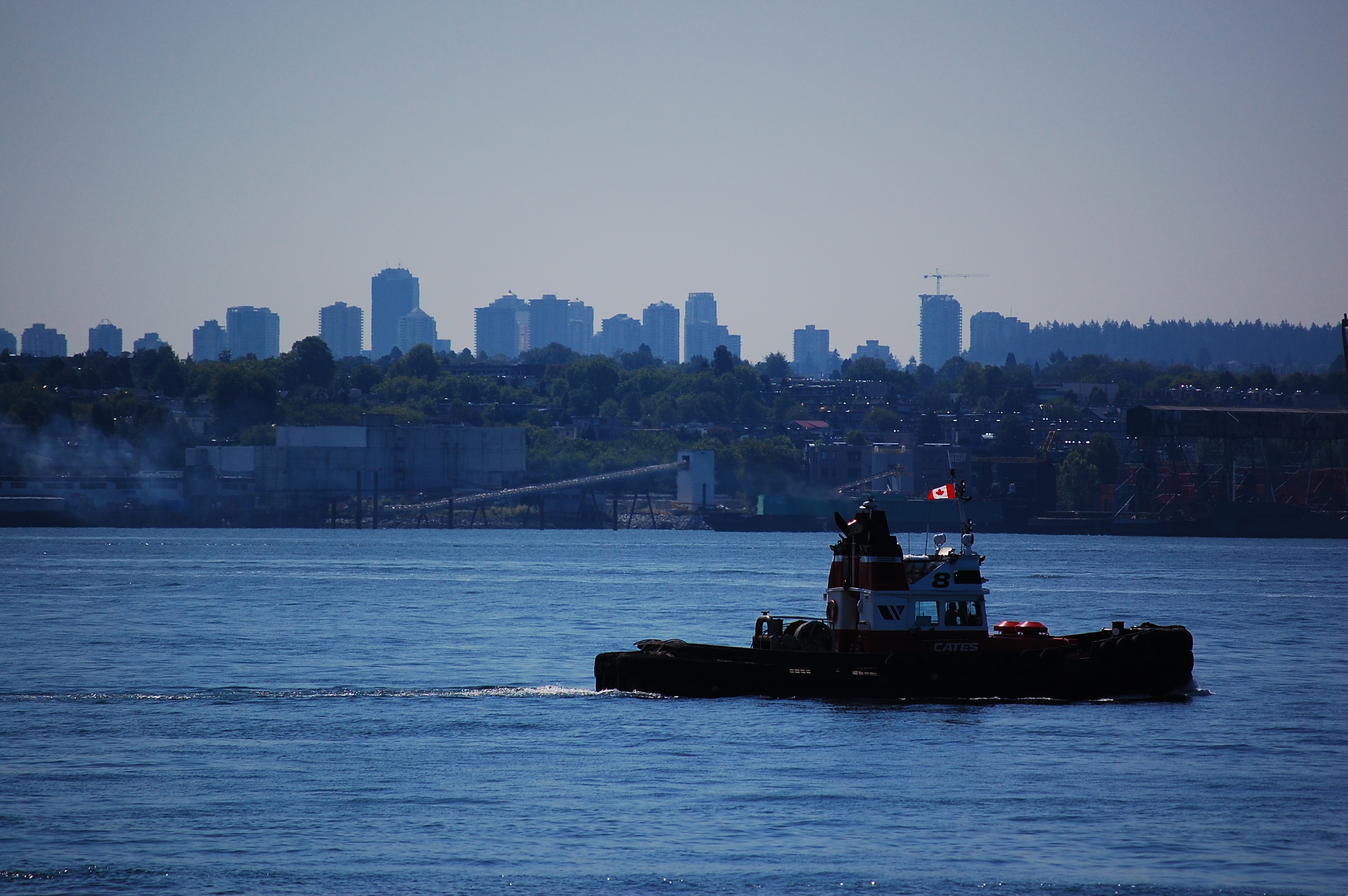
從布勒内灣遠眺鐵道鎮天際線（2009年）

鐵道鎮（英語：Metrotown）位於加拿大卑詩省本拿比市西南部，是該市政府官方界定的四個市鎮中心之一，也是大溫哥華地區内數個區域性市鎮中心之一。根據本拿比市政府的官方定義，鐵道鎮在西面以界限道（Boundary Road）與溫哥華市為鄰，南界為帝國街（Imperial Street），東界為皇家橡樹大道（Royal Oak Avenue），北面則以京士威道以北的一系列小街道為界，面積為2.97平方（730英畝）。
鐵道鎮的商業活動主要集中在京士威道，而溫哥華架空列車的路軌則坐落京士威道以南並大致與其平行。架空列車的柏德遜站和鐵道鎮站坐落該區以内，而皇家橡樹站則位於該區的東南角以外。

## 名稱來源

### 英文名
城市議題和經濟學學者阿徹（R. W. Archer）指一詞（直譯為「都會鎮」）是於1962年由美國巴爾的摩地區規劃委員會（Baltimore Regional Planning Council）率先使用。該機構倡議在巴爾的摩市外圍設立一系列建築密度較當時市郊地帶為高的「都會鎮」，而每個都會鎮則可容納10萬至20萬名居民。阿徹於1969年在《美國經濟學及社會學期刊》發表文章，並借用一詞來描述一種新市鎮：這種新市鎮擁有一系列不同的土地用途以照顧區内居民就業和起居上的需求，但仍與都會區内的其他社區相輔相承。他又認為在一個都會區以内興建一系列相互連接的都會鎮是最為合乎成本效益的新市鎮開發模式，並列舉瑞典斯德哥爾摩外圍的魏林比和赫格達倫為這種發展模式的範例。本拿比政府於1970年代採納一詞來泛指其市鎮中心發展模式，但該詞逐漸演變成專指京士威道和沙息士道（Sussex Avenue）交界一帶的專有名詞。（見下文。）

### 中文名
鎮中心成立初期並沒有統一的中文譯名；在1980年代末和1990年代初，「鐵道鎮」、「地鐵城」和「美都鎮」等譯名皆有人使用。前兩者皆與鐵路運輸有關，有可能是指途經該區的溫哥華架空列車系統，或過去曾使用相同走線的中央公園市際電車線。「鐵道鎮」在往後年間逐漸成為大溫哥華地區中文媒體和華人機構的通用譯名，但現時亦有小部分媒體和機構（如本拿比公共圖書館的中文網站）將這個地區稱為「都會城」。

## 歷史

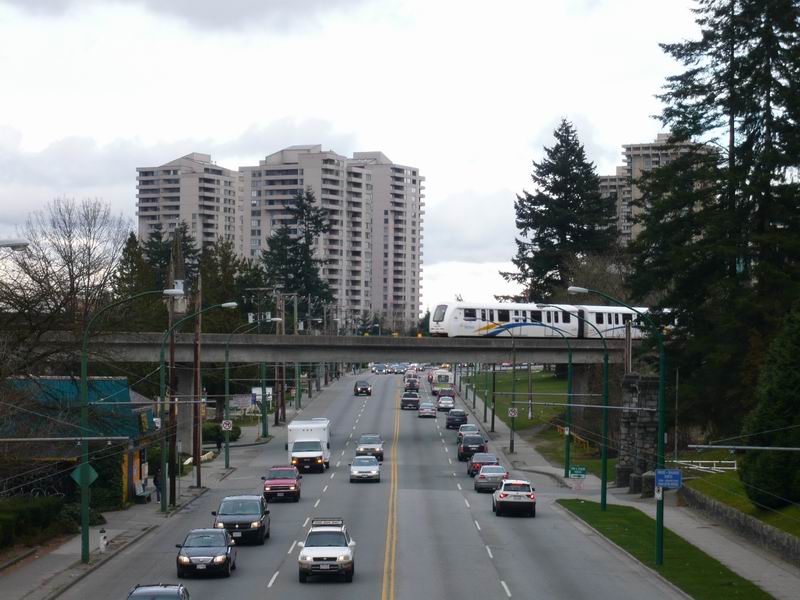
溫哥華架空列車路軌在鐵道鎮西部跨越京士威道；此鐵路走線過去曾為中央公園市際電車線所使用

### 早期聚落及工業發展
卑詩殖民地於1858年建立，並定都於菲沙河北岸的新西敏。為了有效防衛殖民地首府，理查·穆迪上校（Richard Moody）建議在布勒半島上修築一條道路連接新西敏和福溪，以便軍隊來往兩地。這條道路（即現京士威道）於1860年開通，呈西北至東南走向；政府並於沿途地勢最高地點（即今天的鐵道鎮）預留土地作軍事用途。本拿比於1892年設立地方政府後，這條道路的質素得以改善，而隨著與此路平行、連接新西敏和溫哥華的中央公園市際電車線於1891年開通，該帶亦逐漸成為新移民定居的熱門選擇之一。有見及此，省政府於1890年代將軍事保留地中的部分土地改作住宅用途，為現鐵道鎮一帶的聚落奠定先基。
20世紀經濟大蕭條期間，本拿比長官威廉·普里查德（William Pritchard）動用地方政府儲備和貸款來進行一系列刺激就業措施，以舒緩區内的失業問題。然而，此舉卻令本拿比政府的財務更為拮据，更逼使省政府於1932年委任專員來接管本拿比的地方政府事務。在省政府特派專員的管理下，本拿比政府與福特汽車達成協議，在區内京士威道與麥凱大道（McKay Avenue）交界一帶設立組裝廠。該廠於1938年開幕，並於第二次世界大戰期間生産軍用車輛；戰後該廠成為一家電燈公司的生産工場。食品批發商凱利－道格拉斯（Kelly-Douglas Company）於1946年在前福特車廠以東設廠，而辛普森－西爾斯百貨公司（Simpsons-Sears）則於1954年在凱利－道格拉斯工廠以東開設一座郵購服務中心和貨倉。
中央公園市際電車線在本拿比和新西敏的路段於1953年10月23日停駛，而該線餘下位於溫哥華市内的路段則於翌年停駛。

### 「都會鎮」規劃進程
本拿比政府的規劃部門於1960年代制定一份名為《公寓研究》（Apartment Study）的報告，當中建議將區内的不同地域作分層次定位，各層次的分別在於其住宅、商業活動和其他社區設施的佈局，當中最高層次為「鎮中心」（"town centre"）。規劃部門預期中的鎮中心為人口和社區活動的主要焦點，涵蓋各種商業、文化及康樂設施，並方便居民通勤至工業區及其他工作場所。報告並列出本拿比内三處可建立鎮中心的地點，分別為西北部的布倫活（Brentwood）、東北部的洛歇（Lougheed）、以及西南部京士威道夾沙息士道的辛普森－西爾斯百貨公司貨倉一帶。這份《公寓研究》報告於1966年獲本拿比議會接納。本拿比規劃部後於1971年出版一本名為《市區構造》（Urban Structure）的書籍，並附和阿徹的觀點，指出在區内每隔一段距離設立一個「都會鎮」是最佳的市區建築形式。
然而，到了1974年，本拿比規劃部有感在區内設立多個都會鎮將耗盡地區政府的注意力和資源，因此改為建議只在區内設立一個都會鎮，並從布倫活、洛歇、和京士威道夾沙息士道地段中選擇一個地點來設立都會鎮。規劃部認為布倫活和洛歇地區已朝著以汽車為本的方向發展，與以行人為本的都會鎮發展概念不符；而京士威道夾沙息士道一帶的工業用地尚未開始重建，因此該址最有條件發展成與都會鎮理念相符的社區。規劃部遂向本拿比議會建議將京士威道夾沙息士道鎮中心正式界定為一個「都會鎮發展地區」（"Metrotown development area"），議會並於1974年7月通過此項建議。
與此同時，大溫哥華區域局亦開始審視整個大溫地區的發展方向，並於1975年發表《宜居地區1976/1986》報告（The Livable Region 1976/1986），當中提出在大溫地區數處設立區域性市鎮中心（regional town centres，RTC），並將之發展成就業和文娛樞紐以滿足附近居民所需，從而減少進入溫哥華市的交通流量。本拿比位處大溫地區的地理中心點，大溫區域局因此認為在本拿比設立一個RTC將有利整個大溫地區；而有見本拿比政府的都會鎮（下稱鐵道鎮）規劃工序已進行得如火如荼，大溫區域局認為將鐵道鎮界定為一個RTC是實踐這個規劃理念的最便捷途徑，並為日後在素里和高貴林設立RTC提供良好的範例。此外，大溫區域局亦計劃在過去曾為中央公園市際電車線所使用的走線上興建輕鐵系統（即現架空列車），而鐵道鎮則正好位於這條走線上，日後該區將擁有良好的公共交通配套。綜合上述因素，該報告建議當局立刻展開在鐵道鎮設立RTC的程序。
本拿比政府隨之與大溫區域局共同展開鐵道鎮RTC的研究工作，而本拿比規劃部則於1977年發表鐵道鎮發展大綱，詳細闡述該區的發展策略。

### 發展受阻

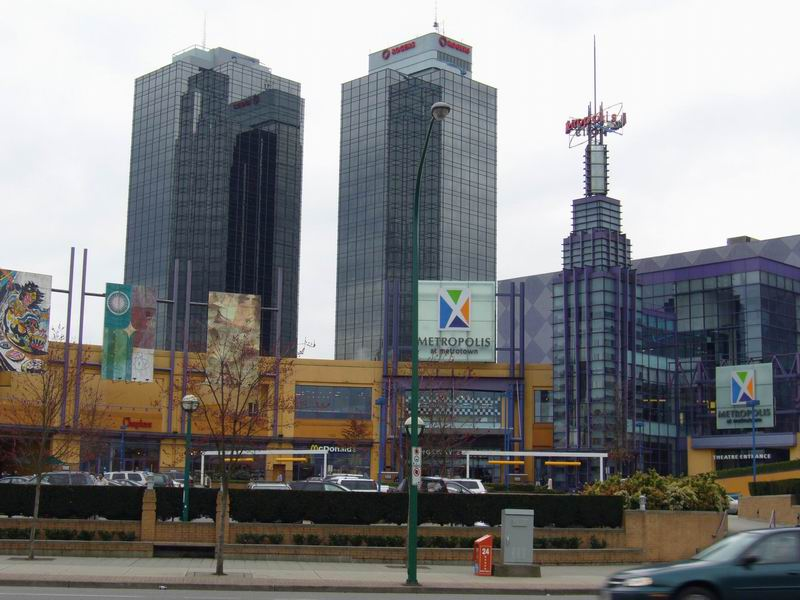
凱利－道格拉斯工廠原址改建成鐵道鎮大都會廣場（Metropolis at Metrotown）和辦公大樓

北美經濟於1970年代中和1980年代初遇上衰退，加上1979年地方選舉後本拿比政府的長官職位和議會組成皆出現政黨輪替，為鐵道鎮發展項目帶來不明朗因素；本拿比長官默西爾（Dave Mercier）更於1981年表示當局應重新審視鐵道鎮項目。另一方面，當地居民有感一名了無生氣並與該區形象不符，因此於1982年舉行徵名比賽為該區重新命名。比賽期間「果林公園」（Orchard Park）一名成為大熱，但時任本拿比長官勒窩恩（Bill Lewarne）則表示大溫區域局印製的宣傳文件中已將該區稱為，更名的話將為當局帶來額外開支，當局因此無意棄用一名，徵名比賽亦不了了之。
到了1980年代初，大安發展公司（Daon Development Corporation）已取得凱利－道格拉斯工廠地皮的發展權，並計劃在該處設置百貨公司、辦公大樓和多層住宅。然而，市道不景加上公司財務狀況欠佳，令項目遇到阻滯。另一方面，西愛民頓商場和明尼蘇達州美國商場（Mall of America）的發展商則表示有意在本拿比西北部洛歇公路與界限道交界處興建一座大型購物商場和遊樂場。本拿比議會有恐此項目會不利鐵道鎮的發展，因此於1984年重申本拿比的商業中心將如計劃般設於鐵道鎮，而長官勒窩恩亦表示地區議會將否決更改洛歇公路夾界限道地皮的土地用途。省政府無意介入這宗紛爭，的項目亦胎死腹中。然而，該項目拖延了鐵道鎮購物商場尋找鎮場商戶的過程，令大安的財務雪上加霜。大安於1985年放棄鐵道鎮項目並於翌年結業，而凱利－道格拉斯工廠地皮的發展權則落入劍橋購物中心集團（即現艾芬豪劍橋集團）手中。

### 項目實踐

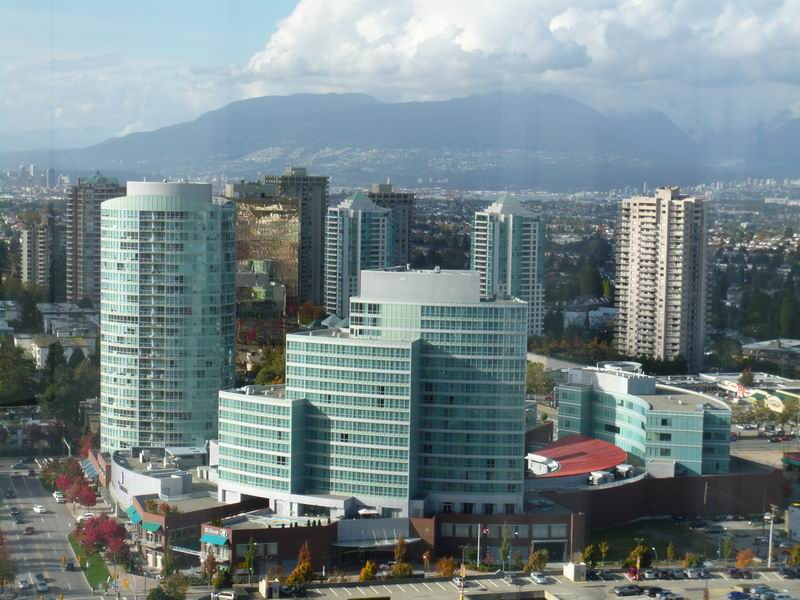
麗晶廣場建築群於1999年至2000年間開幕

溫哥華架空列車首條路線於1985年末通車，其走線過去曾為中央公園市際電車線所使用，中途並設有鐵道鎮站。在架空列車開通的同時，鐵道鎮一帶的發展步伐亦從1980年代中起加快，但其建築形式則以大型零售商場為主，與當初預期中以行人為主的多用途社區有所出入。
在宏利金融的支持下，卡爾投資公司（Cal Investments）購入辛普森－西爾斯百貨公司貨倉地皮並將之改建成鐵道鎮中心商場（Metrotown Centre）。項目於1985年8月動土，預期於1986年秋季完成；西爾斯百貨繼續於原址運作，而活活百貨則是該商場的另一個鎮場商戶。前福特車廠則於1988年改建成車站廣場購物中心（Station Square）；鎮場商戶西夫安超級市場（Save-on-Foods）的屋頂停車場於開幕當日倒塌，造成21人受傷但無人死亡。劍橋集團將凱利－道格拉斯工廠地皮改建成伊頓中心商場（Eaton Centre）；商場於1989年開幕，以鎮場商戶伊頓百貨命名。隨著伊頓百貨於1999年結業，伊頓中心亦改稱大都會廣場。
位於京士威道夾威靈頓道（Willingdon Avenue）的麗晶廣場建築群於1999年至2000年間開幕；項目包括一座亞洲式購物中心、多層住宅和辦公大樓、以及一座希爾頓酒店。艾芬豪劍橋集團（Ivanhoe Cambridge）於2002年購入鐵道鎮中心商場，並將之與大都會廣場合併而成鐵道鎮大都會廣場，於2005年開幕後成為全加拿大總零售面積第二大的購物商場。

## 社區設施

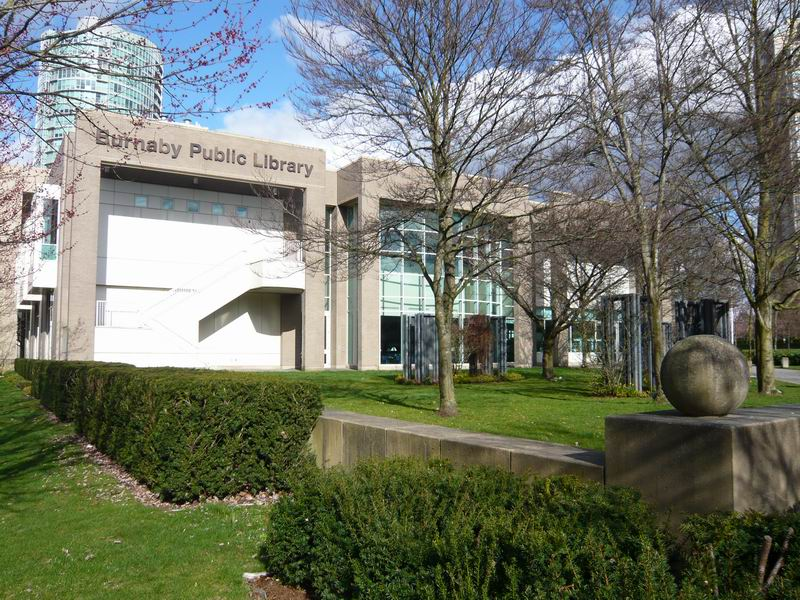
本拿比公共圖書館都會城分館

本拿比中央公園坐落鐵道鎮西部，園内包括網球場、室外游泳池、小型高爾夫球場以及史旺格體育場。區内其它公園包括其尼公園（Kinnee Park）、美活公園（Maywood Park）和老果林公園（Old Orchard Park），其他文康設施則包括邦梳康樂中心（Bonsor Recreation Complex）和本拿比公共圖書館都會城分館。
鐵道鎮區内有兩所小學，分別為馬爾伯勒小學（Marlborough Elementary School）和美活社區學校（Maywood Community School），而查菲-伯克小學（Chaffey-Burke Elementary）則位於鐵道鎮以北。最接近鐵道鎮的中學包括位於威靈頓道夾莫斯克洛普街的莫斯克洛普中學（Moscrop Secondary School），以及位於皇家橡樹大道夾林寶街的本拿比南中學（Burnaby South Secondary School）。上述中小學皆由本拿比校區營運。
除了從1980年代起落成的大型商場之外，區内還有一座名為老果林購物中心（Old Orchard Shopping Centre）的小型商場。該商場坐落京士威道夾威靈頓道，為區内歷史最久的商場。

## 人口統計
鐵道鎮的2006年人口為25,540人，較2001年上升4%。該區人口從1991年至2001年間上升了43.9%。2006年區内職位數目約為22,900，佔本拿比全市20%。
據2006年人口普查所示，鐵道鎮架空列車站以南的普查地段中有53%居民依靠公共交通工具上下班，為大溫地區眾普查地段之冠；鐵道鎮整區的上下班通勤旅程中，公共交通工具則佔42%。

## 外部連結
- （英文）Metro Vancouver: Metrotown City Centre—溫哥華都會局網站 鐵道鎮市中心頁面
- （英文）DavidPereira.ca: Metrotown （页面存档备份，存于）—鐵道鎮發展史